# Cyrtandra bryophila
Cyrtandra bryophila är en tvåhjärtbladig växtart som beskrevs av Brian Laurence Burtt. Cyrtandra bryophila ingår i släktet Cyrtandra och familjen Gesneriaceae. Inga underarter finns listade i Catalogue of Life.